# Вест-Слоуп (Орегон)
Вест-Слоуп (англ. West Slope) — переписна місцевість (CDP) в США, в окрузі Вашингтон штату Орегон. Населення — 7223 особи (2020).

## Географія
Вест-Слоуп розташований за координатами 45°29′46″ пн. ш. 122°46′23″ зх. д. / 45.49611° пн. ш. 122.77306° зх. д. (45.496107, -122.773115).  За даними Бюро перепису населення США в 2010 році переписна місцевість мала площу 4,19 км², уся площа — суходіл.

## Демографія
Згідно з переписом 2010 року, у переписній місцевості мешкали 6554 особи в 2904 домогосподарствах у складі 1686 родин. Густота населення становила 1564 особи/км².  Було 3052 помешкання (728/км²).
Расовий склад населення:
| - 85,6 % — білих - 4,3 % — азіатів - 1,9 % — чорних або афроамериканців - 0,6 % — вихідців з тихоокеанських островів - 0,4 % — корінних американців - 2,8 % — осіб інших рас |

До двох чи більше рас належало 4,4 %. Частка іспаномовних становила 6,7 % від усіх жителів.
За віковим діапазоном населення розподілялося таким чином: 20,6 % — особи молодші 18 років, 66,0 % — особи у віці 18—64 років, 13,4 % — особи у віці 65 років та старші. Медіана віку мешканця становила 40,4 року. На 100 осіб жіночої статі у переписній місцевості припадало 98,7 чоловіків;  на 100 жінок у віці від 18 років та старших — 96,5 чоловіків також старших 18 років.
Середній дохід на одне домашнє господарство  становив 102 021 долар США (медіана — 69 799), а середній дохід на одну сім'ю — 130 049 доларів (медіана — 100 368). Медіана доходів становила 66 383 долари для чоловіків та 57 875 доларів для жінок. За межею бідності перебувало 8,8 % осіб, у тому числі 13,1 % дітей у віці до 18 років та 1,3 % осіб у віці 65 років та старших.
Цивільне працевлаштоване населення становило 3742 особи. Основні галузі зайнятості: освіта, охорона здоров'я та соціальна допомога — 24,3 %, науковці, спеціалісти, менеджери — 16,5 %, виробництво — 11,8 %, фінанси, страхування та нерухомість — 11,4 %.